# أيوب بن موسى
أيوب بن موسى القرشي المكي، الإمام المفتي أحد رواة الحديث النبوي، جده الأمير عمرو بن سعيد بن العاص الأشدق، وهو ابن عم الفقيه إسماعيل بن أمية. كان واليا للطائف لبعض بني أمية.

## نسبه
أيوب بن موسى بن عمرو بن سعيد بن العاص بن سعيد بن العاص بن أمية بن عبد شمس بن عبد مناف بن قصي بن كلاب بن مرة بن كعب بن لؤي بن غالب بن فهر بن مالك بن النضر بن كنانة بن خزيمة بن مدركة بن إلياس بن مضر بن نزار بن معد بن عدنان.

## روايته للحديث
روى عن: الأسود بن العلاء الثقفي، وبكير بن عبد الله بن الأشج، وحميد بن نافع المدني، وخالد بن كثير الهمداني، وسعيد بن أبي سعيد المقبري، وعبد الله بن عبيد بن عمير، وعطاء بن أبي رباح، وعطاء بن ميناء، وعكرمة بن خالد، ومحمد بن كعب القرظي، ومحمد بن مسلم بن شهاب الزهري، ومكحول الشامي، وأبيه موسى بن عمرو بن سعيد، ونافع مولى ابن عمر، ونبيه بن وهب، ويزيد بن عبد المزني، وأبي عبيدة المذحجي.
روى عنه: إسماعيل بن علية، وحجاج بن حجاج الباهلي، وروح بن القاسم، وسفيان الثوري، وسفيان بن عيينة، وشعبة بن الحجاج، والضحاك بن عثمان الحزامي، وعامر بن أبي عامر الخزاز، وعبد الله بن عامر الأسلمي، وعبد الله بن فروخ، وعبد الرحمن بن عمرو الأوزاعي، وعبد الملك بن عبد العزيز بن جريح، وعبد الوارث بن سعيد، وعبيد الله بن عمر، وعطاف بن عبد الرحمن بن جوشن الغطفاني، والليث بن سعد، ومالك بن أنس، ومحمد بن إسحاق بن يسار، ومحمد بن مسلم الطائفي، وهشام بن حسان، ويحيى بن سعيد الأنصاري وهو من أقرانه.

## أقوال العلماء فيه
- قال أحمد بن حنبل، ويحيى بن معين، وأبو زرعة، والنسائي: ثقة.
- وقال أبو حاتم الرازي: ثقة ليس به بأس.[3]
- وقال أحمد بن عبد الله العجلي: مكي ثقة.[4]
- وقال علي بن المديني، وسفييان بن عيينة: لم يكن عندنا قرشيان مثل أيوب بن موسى وإسماعيل بن أمية، وكان أيوب أفقههما في الفتيا.
- وقال الزبير بن بكار: كان ممن يحمل عنه الحديث.
- وقال ابن سعد في طبقاته: كان ثقة له أحاديث.[5]
- وذكره ابن حبان في كتابه الثقات.[6]
- وقال ابن حجر العسقلاني: ثقة.[7]